# Andrew Harman
Andrew Harman es un escritor de ciencia ficción del Reino Unido. Los títulos de sus novelas bromean sobre los títulos de otras obras famosas. Cada cuento es como su título, teniendo argumentos similares a los obras clásicas con humor.

## Obras
- The Sorcerer's Appendix
- Fahrenheit 666
- The Frogs of War
- The Tome Tunell
- One Hundred and One Damnations
- The Scrying Game
- The Diety Dozen
- It Came from on High
- A Midsummer Night's Gene